# سايلنت هيل (فلم)
سايلنت هيل (بالإنجليزية: Silent Hill) هو فيلم رعب أنتج عام 2006 من إخراجه كريستوف غانز، ومن بطولة رادا ميتشيل، و‌شون بين، و‌لوري هولدين. الفيلم مقتبس من لعبة الفيديو سايلنت هيل تم تصويره في سينتراليا (بنسيلفانيا)

## القصة
لا تستطيع روز تقبل حقيقة أن ابنتها شارون تحتضر من جراء مرض فتاك. ونتيجة للضغوط التي تتعرض لها من زوجها تغادر المنزل مع ابنتها، على أمل أن تجد من يعالج ابنتها بشكل أفضل. وخلال سيرها في الطريق تدخل عبر بوابة تنقلها إلى مدينة سايلنت هيل المهجورة. بعد حادث سير استقيضت روز ولم تجد ابنتها شارون في سايلنت هيل، وتقوم روز بملاحقة ما تعتقد أنه ابنتها عبر المدينة. وفيما بعد تكتشف أن المدينة لا تشبه أي مكان ذهبت إليه من قبل. فهي مأهولة بنوعية من الكائنات الغريبة وشرور تحول أي شيء تلمسه إلى جانبها. أما من تبقى من البشر في هذه المنطقة فهم يخوضون معارك خاسرة ضد الشر في المدينة. وتتعرف روز على شرطية تدعى سيبل التي وعدتها بأن تعيد إليها ابنتها شارون. وخلال رحلة روز للبحث عن ابنتها الوحيدة ستتعرف أكثر على تاريخ المدينة المهجورة كما ستعرف أن ابنتها مجرد قطعة في لعبة كبيرة.

## وصلات خارجية
- سايلنت هيل على موقع IMDb (الإنجليزية)
- سايلنت هيل على موقع ميتاكريتيك (الإنجليزية)
- سايلنت هيل على موقع روتن توميتوز (الإنجليزية)
- سايلنت هيل على موقع نتفليكس (الإنجليزية)
- سايلنت هيل على موقع قاعدة بيانات الأفلام العربية
- سايلنت هيل على موقع ألو سيني (الفرنسية)
- سايلنت هيل على موقع Turner Classic Movies (الإنجليزية)
- سايلنت هيل على موقع أول موفي (الإنجليزية)
- سايلنت هيل على موقع بوكس أوفيس موجو (الإنجليزية)
- سايلنت هيل على موقع فيلمافينيتي (الإسبانية)